# Steenbergse jaarmarkt
De Steenbergse jaarmarkt is een driedaagse jaarmarkt die ieder jaar op de vrijdag voor, en de zaterdag en zondag van het eerste weekeinde van september gehouden wordt in Steenbergen.
De Steenbergse jaarmarkt wordt in haar huidige vorm sinds 1972 georganiseerd. Zij beslaat de twee grote winkelstraten van Steenbergen, de Kaaistraat en Blauwstraat, en verder de Markt, de Grote Kerkstraat en het Kerkplein.
De markt duurt drie dagen en bestaat, naast de gewone kramen, onder meer uit een rommelmarkt, straattheater, de oude draaimolen, en het Open(lucht) kampioenschap dweilen, georganiseerd door dweilband 't Wor Niks. Op vrijdag en zaterdag treden diverse koren, bands en orkesten op, waaronder Harmonie Volharding.